# Dia Internacional de la Persona Migrant
L'Assemblea General de les Nacions Unides va proclamar el 18 de desembre com a Dia Internacional de la Persona Migrant. Va ser proclamat el 4 de desembre de 2000 per l'Assemblea General de les Nacions Unides en la Resolució 55/93: «tenint en compte el nombre elevat i creixent de migrants que hi ha al món, encoratjada pel creixent interès de la comunitat internacional en protegir efectivament i plena els drets humans de tots els migrants, i destacant la necessitat de seguir tractant d'assegurar el respecte dels drets humans i les llibertats fonamentals de tots els migrants». Al llarg de la història de la humanitat, les migracions han estat una expressió valenta de la determinació individual de superar l'adversitat i buscar una vida millor.

## Fòrum Mundial sobre la Migració i el Desenvolupament
| Any                       | País       | Ciutat          |
| ------------------------- | ---------- | --------------- |
| 20-24 de gener de 2020    | Equador    | Quito           |
| 5-7 de desembre de 2019   | Marroc     | Marràqueix      |
| 28-30 de juny de 2017     | Alemanya   | Berlín          |
| 10-12 de desembre de 2016 | Bangladesh | Dhaka           |
| 14-16 d'octubre de 2015   | Turquia    | Istanbul        |
| 14-16 de maig de 2014     | Suècia     | Estocolm        |
| 21-22 de novembre de 2012 | Maurici    | Port Louis      |
| 1-2 de desembre de 2011   | Suïssa     | Ginebra         |
| 8-11 de novembre de 2010  | Mèxic      | Puerto Vallarta |
| 2-5 de novembre de 2009   | Grècia     | Atenes          |
| 27-30 d'octubre de 2008   | Filipines  | Manila          |
| 9-11 de juliol de 2007    | Bèlgica    | Brussel·les     |

## La migració en xifres
Segons el Centre Llatinoamericà i Caribeny de Demografia, 25 milions de persones nascudes a països llatinoamericans i caribenys resideixen fora dels seus països d'origen (CELADE / CEPAL, 2006). Estats Units va rebre, durant la dècada del 1990, 7 milions d'immigrants procedents d'Amèrica Llatina i el Carib, convertint-se en el principal país receptor. Durant la primera dècada de l'any 2000, el flux migratori de la regió va virar cap a Europa, principalment cap a l'Estat espanyol, que va aglutinar la tercera part del total d'immigrants. Pel que fa a la immigració interregional, es calcula que la població migrant supera els 4 milions de persones. Els països que reben més persones de l'exterior són Argentina, Veneçuela, Costa Rica i la República Dominicana (CEPAL, 2013).